# Belverne
Belverne ist eine französische Gemeinde im Département Haute-Saône in der Region Bourgogne-Franche-Comté.

## Geographie
Belverne liegt auf einer Höhe von 350 m über dem Meeresspiegel, zehn Kilometer nordwestlich von Héricourt und etwa 16 Kilometer westlich der Stadt Belfort (Luftlinie). Das Dorf erstreckt sich im südlichen Vorland der Vogesen, im Tal des Fau, auf einer Rodungsinsel des dicht bewaldeten Hügelgebietes südlich des Chérimont.
Die Fläche des 6,15 km² großen Gemeindegebiets umfasst einen Abschnitt des südlichen Vogesenvorlandes. Der zentrale Teil des Gebietes wird von Osten nach Westen vom Tal des Fau durchquert, der für die Entwässerung zum Rognon sorgt und bei Belverne eine Talweitung bildet. Flankiert wird das Tal im Norden vom steilen bewaldeten Hang der Côte, die zu den Höhen des Chérimont überleitet. Hier wird mit 500 m die höchste Erhebung von Belverne erreicht. Nach Süden leitet ein Sattel zum Quellgebiet des Ruisseau des Terriers über, eines weiteren Zuflusses des Rognon. Im Südosten erstreckt sich das Gemeindeareal in die Waldung des Bois de la Thure (bis 480 m). Das überwiegend bewaldete Hügelland um Belverne bildet die südwestliche Fortsetzung der Vogesen und ist teils aus Buntsandstein, teils aus permischen Schichten aufgebaut.
Nachbargemeinden von Belverne sind Clairegoutte im Norden, Étobon und Luze im Osten, Champey und Courmont im Süden sowie Lomont im Westen.

## Geschichte

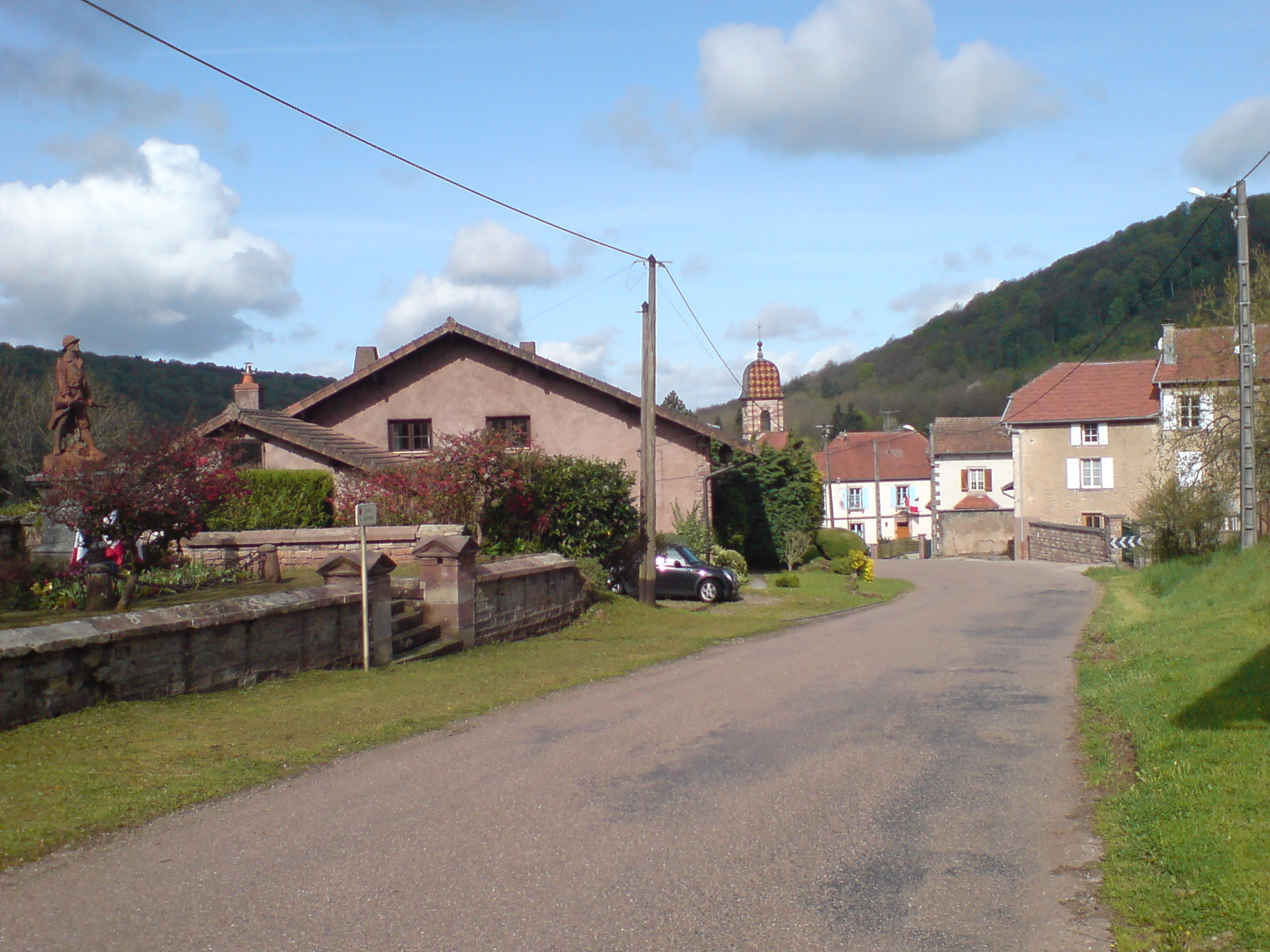
Straßenzug in Belverne

Erstmals urkundlich erwähnt wird Belverne im Jahr 1279. Im Jahr 1350 wurde der Ort gebrandschatzt. Zunächst gehörte Belverne zur Herrschaft Granges, gelangte aber 1397 an die Grafen von Montbéliard und wurde später der Herrschaft Étobon unterstellt. Die Reformation wurde 1538 eingeführt. Während des Dreißigjährigen Krieges wurde der Ort 1635 von Truppen des Herzogs Karl von Lothringen-Guise geplündert und verwüstet. Mit der Annexion der Grafschaft Württemberg-Mömpelgard (Montbéliard) gelangte Belverne 1793 endgültig in französische Hand. Heute ist Belverne Mitglied des Gemeindeverbandes Pays d’Héricourt.

## Bevölkerungsentwicklung
| Jahr                       | 1962 | 1968 | 1975 | 1982 | 1990 | 1999 | 2006 | 2011 | 2018 |
| Einwohner                  | 174  | 182  | 180  | 134  | 128  | 129  | 120  | 137  | 147  |
| Quellen: Cassini und INSEE |      |      |      |      |      |      |      |      |      |

Mit 135 Einwohnern (1. Januar 2022) gehört Belverne zu den kleinsten Gemeinden des Départements Haute-Saône. Nachdem die Einwohnerzahl in der ersten Hälfte des 20. Jahrhunderts deutlich abgenommen hatte (1886 wurden noch 265 Personen gezählt), trat eine vorübergehende Trendumkehr während der 1960er Jahre ein. Seit 1975 wurde wieder ein Bevölkerungsrückgang verzeichnet.

## Sehenswürdigkeiten
Die lutherische Kirche von Belverne wurde 1832 an der Stelle eines früheren Gotteshauses erbaut. Die Kirchengemeinde gehört mit elf weiteren zum lutherischen Pfarrverbund Le Mont Vaudois. Bemerkenswert ist die Grande Fontaine von 1868 im Dorfzentrum, ein überdachtes Lavoir (Brunnen und Waschhaus) mit Arkadenbögen, das 1989 restauriert wurde. Im Ortskern sind verschiedene Häuser aus dem 17. bis 19. Jahrhundert im traditionellen Stil der Franche-Comté erhalten.

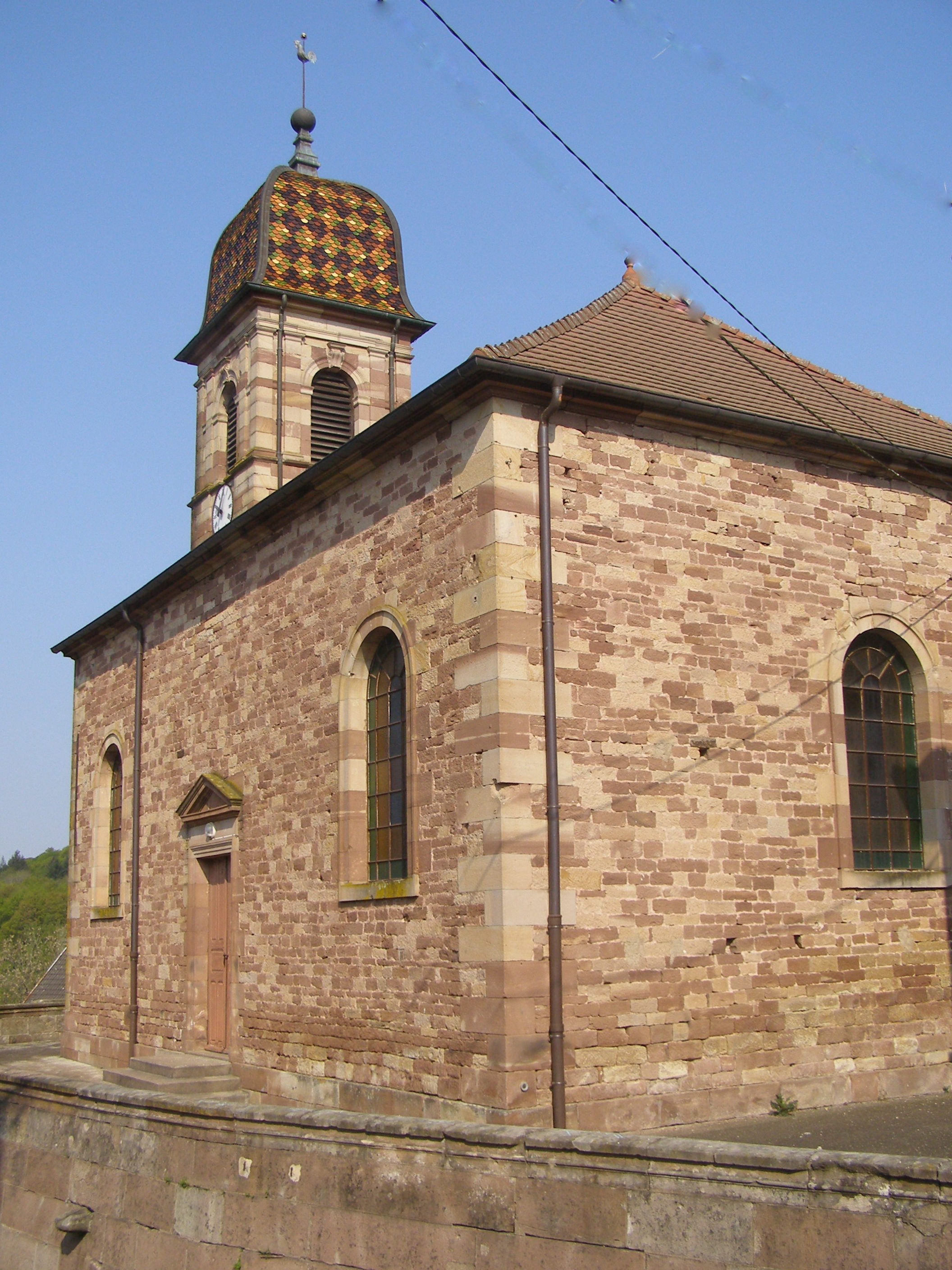
Lutherische Kirche
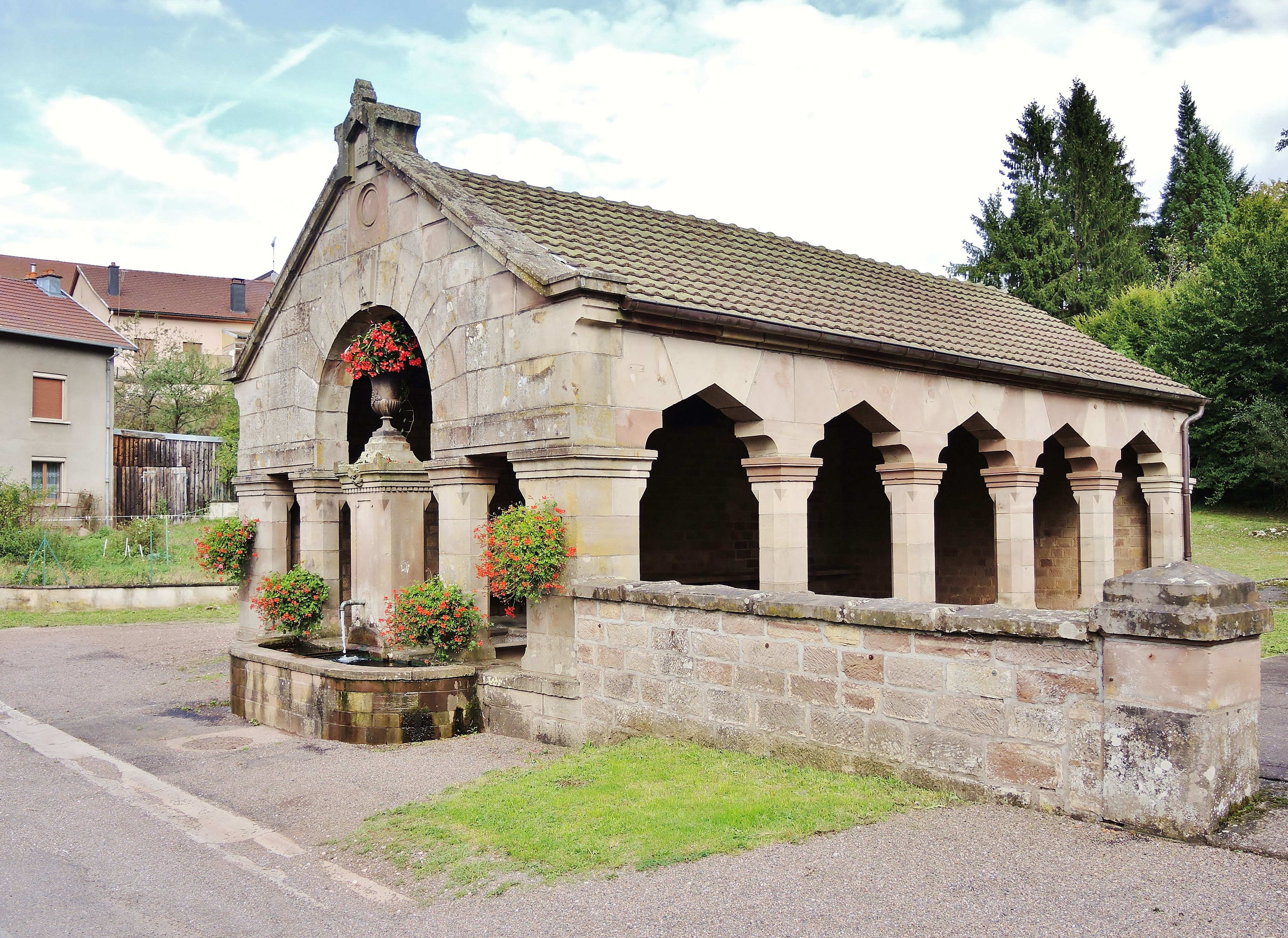
Fontaine-Lavoir
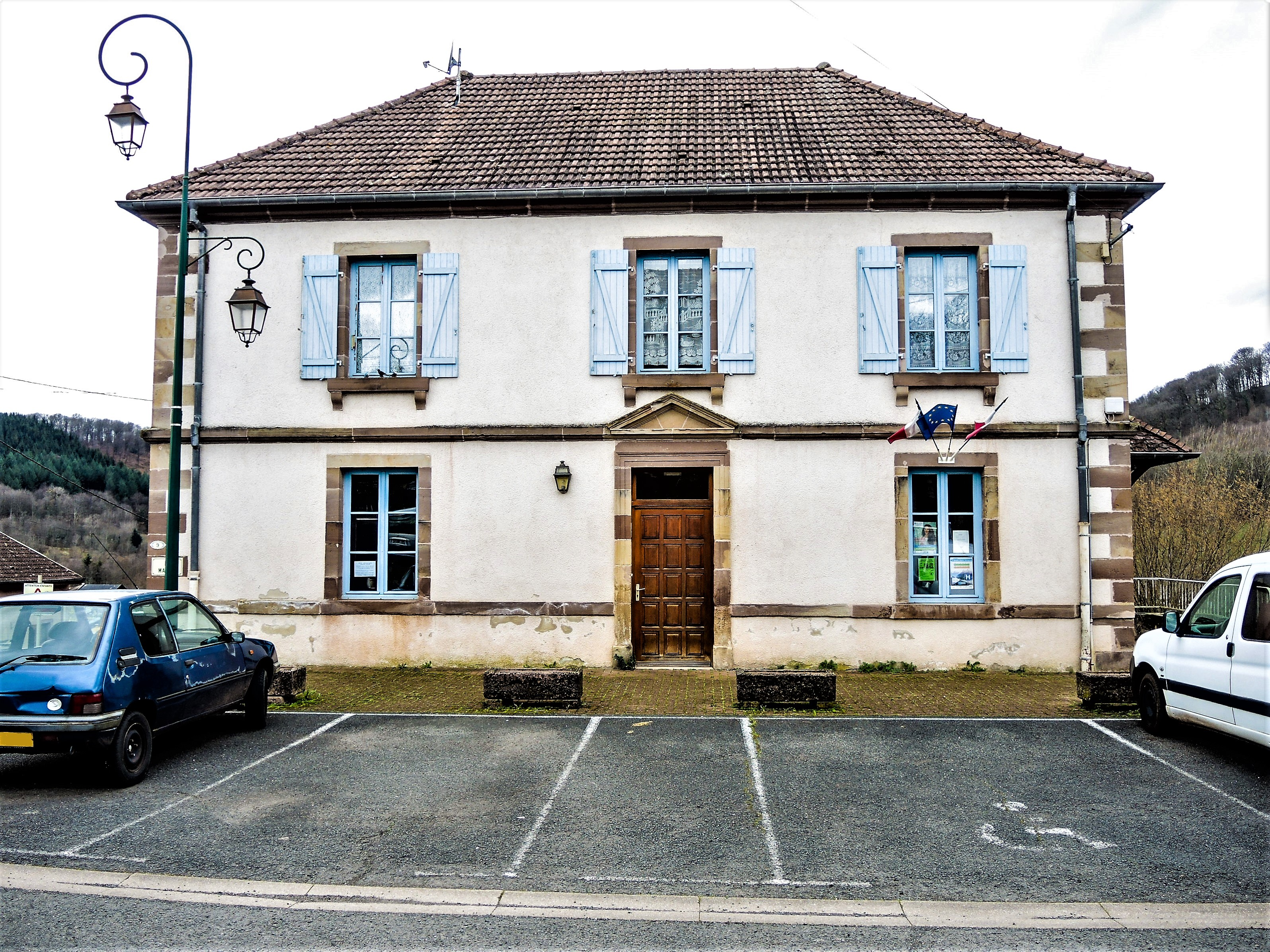
Mairie Belverne

## Wirtschaft und Infrastruktur
Belverne war bis weit ins 20. Jahrhundert hinein ein vorwiegend durch die Landwirtschaft (Ackerbau, Obstbau und Viehzucht) und die Forstwirtschaft geprägtes Dorf. Daneben gibt es heute einige Betriebe des lokalen Kleingewerbes. Mittlerweile hat sich das Dorf auch zu einer Wohngemeinde gewandelt. Viele Erwerbstätige sind deshalb Wegpendler, die in den größeren Ortschaften der Umgebung und im Agglomerationsraum Belfort-Montbéliard ihrer Arbeit nachgehen.
Die Ortschaft ist verkehrstechnisch gut erschlossen. Sie liegt an der Hauptstraße D438, die von Belfort nach Lure führt, und deren vierspuriger und kreuzungsfreier Ausbau im Gang ist. Weitere Straßenverbindungen bestehen mit Courmont und Étobon.